# Света Елена, Възнесение и Тристан да Куня
Света Елена, Възнесение и Тристан да Куня (на английски: Saint Helena, Ascension and Tristan da Cunha) е британска задморска територия, в която са включени островите Света Елена, Възнесение и архипелагът Тристан да Куня. Разположена е в южната част на Атлантическия океан западно от Южна Африка. Старото име на задморската територия е Остров Света Елена и Територии (на английски: Saint Helena and Dependencies) до 1 септември 2009 г., когато влиза в сила новата конституция, узаконяваща равен статус на всяка островна група.

## География на островите
Островът Света Елена е с вулканичен произход. В южната му част има няколко затихнали кратера на височина до 818 м. Климатът е пасатен, тропичен. Във високите райони валежите достигат до 1000 мм на година. В района на Джеймстаун – не повече от 140 мм годишно. На остров Света Елена преобладава храстовидната растителност, евкалипти и кипариси.
Остров Възнесение е покрит с тревиста растителност. Той също е с вулканичен произход. Представлява плато върху подводен хребет със затихнали кратери издигащи се до 858 метра височина (планината Грин). Климатът е тропичен. Валежите достигат 700 – 1000 мм годишно. На острова има военноморска база на Обединеното кралство. По време на Фолкландската криза са базирани самолетите нанасящи удари по Фолкландските острови. Сега островът се използва предимно за презареждане с гориво на трансатлантическите лайнери.
Архипелагът Тристан да Куня е съставен от четири вулканични острова. Островът Тристан е най-големият – затихнал вулкан с конична форма достигащ 2062 метра.
Останалите три острова са необитаеми. Остров Гоф е заграден с множество малки острови и скали. Най-високата му точка е 900 метра над морето. Годишно падат до 2500 мм валежи. Средната температура е около +11 °C. Виреят 20 вида растения и 2 вида птици ендемити. Островът е единствено място за гнездене на застрашения от изчезване тристански албатрос. По тази причина достъпът на туристи до острова е ограничен. Голям проблем е завъдената през 19 век домашна мишка, която унищожава яйцата на птиците. Числеността ѝ се оценява на 700 000. От 1956 г. ЮАР разполага на острова метеорологична станция с позволението на британското правителство.
Остров Инаксесибъл също като Гоф е заграден от скали и по тази причина е недостъпен. На него, както и на Гоф вирее уникална природа и поради тази причина островите са включени в Списъка на световното културно и природно наследство на ЮНЕСКО. Островът е обиталище на пингвина Eudyptes chrysocome, жълтоклюния албатрос и най-малката нелетяща птица – тристанска севда.
Найтингейл заедно с Мидъл и Столтенхоф, както и група от по-малки скали образуват групата острови Найтингейл. Най-високите възвишения са 335 и 295 метра. Островите често са посещавани от научни експедиции.

## Административно-териториално деление
Административно (и географски) територията се дели на три части, всяка управлявана от отделен съвет. Губернаторът на територията ръководи Законодателния съвет на остров Св. Елена, а на остров Възнесение и архипелага Тристан да Куня го представляват администратори, ръководещи Съветите на тези острови.
| Административна област | Площ km2 | Площ sq mi | Население | Административен център     |
| ---------------------- | -------- | ---------- | --------- | -------------------------- |
| Остров Света Елена     | 122      | 47         | 4534      | Джеймстаун                 |
| Остров Възнесение      | 88       | 34         | 806       | Джорджтаун                 |
| Тристан да Куня        | 184      | 71         | 293       | Единбург на Седемте морета |
| Инаксесибъл            | 14       | 5          | 0         |                            |
| Найтингейл             | 3.2      | 1          | 0         |                            |
| Гоф                    | 68       | 26         | 0         |                            |
| Всичко                 | 394      | 152        | 5633      | Джеймстаун                 |

Остров Св. Елена е разделен на 8 окръга.

## Икономика
Икономиката е силно зависима от Великобритания, като например през 2007 г. финансовата помощ е на стойност 27 милиона долара – 70% от държавния бюджет. Местното население се изхранва с риболов, домашен добитък, отглеждане на картофи, зърнени култури и кафе, както и търговия с плетени изделия от дърво. Безработицата е висока – над 25% от населението работи извън островите. По статистика от 1998 г. зад граница са били над 1200 души.
Износът е от лен и омари, а се внасят горива и промишлени стоки. Основни търговски партньори са Великобритания и ЮАР.
Населението на островите е малко поради периодичното изригване на вулканите.
| 1901 | 1911 | 1921 | 1931 | 1946 | 1956 | 1966 | 1976 | 1987 | 1998 | 2008 | 2016 |
| ---- | ---- | ---- | ---- | ---- | ---- | ---- | ---- | ---- | ---- | ---- | ---- |
| 9776 | 3520 | 3747 | 3995 | 4748 | 4642 | 4649 | 5147 | 5644 | 5008 | 4077 | 4534 |

## Карти
- Карта на цялата територия
- Островите Света Елена и Възнесение
- Изглед на остров Света Елена
- Друга карта на остров Света Елена
- Карта на остров Възнесение
- Друга карта на остров Възнесение
- Карта на архипелага Тристан да Куня
- Карта на остров Гоф